# Dyspnoi
Dyspnoi (лат.) — сравнительно маленький подотряд сенокосцев, насчитывающий около 320 видов, объединённых в 32 рода. Древнейшим известным представителем подотряда является Ameticos scolos, обнаруженный в каменноугольных отложениях Франции.

## Описание
К подотряду относят медлительные почвенные формы сенокосцев. Например, виды рода Trogulus, обычные в южных района России, настолько медлительны, что кажутся неживыми. Ноги короче, чем у Eupnoi. Покровы эластичные, но бывают и панцирные. Педипальпы тонкие, не хватательные. Яйцеклад самок обычно очень длинный. Эти сенокосцы распространены по всему свету, но наиболее многочисленны в Голарктической области. Семейство Trogulidae включает коротконогие виды, у которых передний край спинного панциря разрастается и закрывает сверху хелицеры и педипальпы. Покровы бывают сплошь облеплены частичками почвы, что, вероятно, служит паукообразным дополнительной защитой от высыхания и маскировкой. Сенокосцы семейства Ischyropsalidae специализировались на питании наземными моллюсками, которых они извлекают из раковин своими мощными хелицерами. Так европейский вид Ischyropsalis helwigi при длине туловища 5—7 мм имеет хелицеры более 1 см длиной.

## Классификация
В подотряд включают 9—10 семейств, объединённых в 2—3 надсемейства:
- Надсемейство Acropsopilionoidea Roewer, 1923[3]
  - Семейство Acropsopilionidae Roewer, 1923 (13 видов)[3]
- Надсемейство Ischyropsalidoidea Simon, 1879
  - Семейство Ceratolasmatidae Shear, 1986 (2 рода, 5 видов)
  - Семейство Ischyropsalididae Simon, 1879 (1 род, 36 видов)
  - Семейство Sabaconidae Dresco, 1970 (4 рода, 53 вида, из которых вымерли †0/1)
- Надсемейство Troguloidea Sundevall, 1833
  - Семейство Dicranolasmatidae Simon, 1879 (1 род, 18 видов)
  - † Семейство Eotrogulidae Petrunkevitch, 1955 (1 вымерший род и вид: Eotrogulus fayoli Thevenin, 1901, датируемый каменноугольным периодом)
  - Семейство Nemastomatidae Simon, 1872 (20 родов, 196 видов, †0/4)
  - † Семейство Nemastomoididae Petrunkevitch, 1955 (1 вымерший род и 2 вида)
  - Семейство Nipponopsalididae Martens, 1976 (1 род, 4 вида)
  - Семейство Trogulidae Sundevall, 1833 (6 родов, 47 видов, †0/1)
- Роды incertae sedis (3 вымерших рода и вида)